# Joachim Ritter
Joachim Ritter (* 3. April 1903 in Geesthacht; † 3. August 1974 in Münster) war ein deutscher Philosoph und Begründer der nach ihm benannten Ritter-Schule.

## Leben
Ritter studierte Philosophie, Theologie, Deutsch und Geschichte in Heidelberg, Marburg, Freiburg im Breisgau (u. a. bei Erich Rothacker, Heinz Heimsoeth und Martin Heidegger) und Hamburg, wo er 1925 bei Ernst Cassirer mit der Arbeit Docta ignorantia – Die Theorie des Nichtwissens bei Nicolaus Cusanus promoviert wurde. Als Cassirers Assistent nahm Ritter im Frühling 1929 an den II. Internationalen Hochschulkursen in Davos teil und war einer der Protokollanten der Davoser Disputation, die Cassirer mit Martin Heidegger führte.
Er habilitierte sich 1932 mit Unterstützung Ernst Cassirers (es gab Widerstände in der Fakultät wegen der kommunistischen Vergangenheit Ritters) mit einer Untersuchung zur Aufnahme und Umwandlung der neuplatonischen Ontologie bei Augustinus. Danach war er als Dozent an der Universität Hamburg tätig.
Am 11. November 1933 unterzeichnete er das Bekenntnis der deutschen Professoren zu Adolf Hitler. Am 3. Juli 1937 beantragte er die Aufnahme in die NSDAP und wurde rückwirkend zum 1. Mai desselben Jahres aufgenommen (Mitgliedsnummer 5.582.213), ebenfalls 1937 trat er in die NS-Studentenkampfhilfe, den NS-Lehrerbund und die NSV ein. Ab 1940 leistete er als Reserveoffizier Dienst in der Wehrmacht und war ab 1941 an der Ostfront, wo er mehrere Auszeichnungen erhielt. Am 8. Mai 1943 wurde er zum ordentlichen Professor für Philosophie an der Universität Kiel ernannt, konnte die Stelle aber aufgrund seiner Militärtätigkeit nicht wahrnehmen.

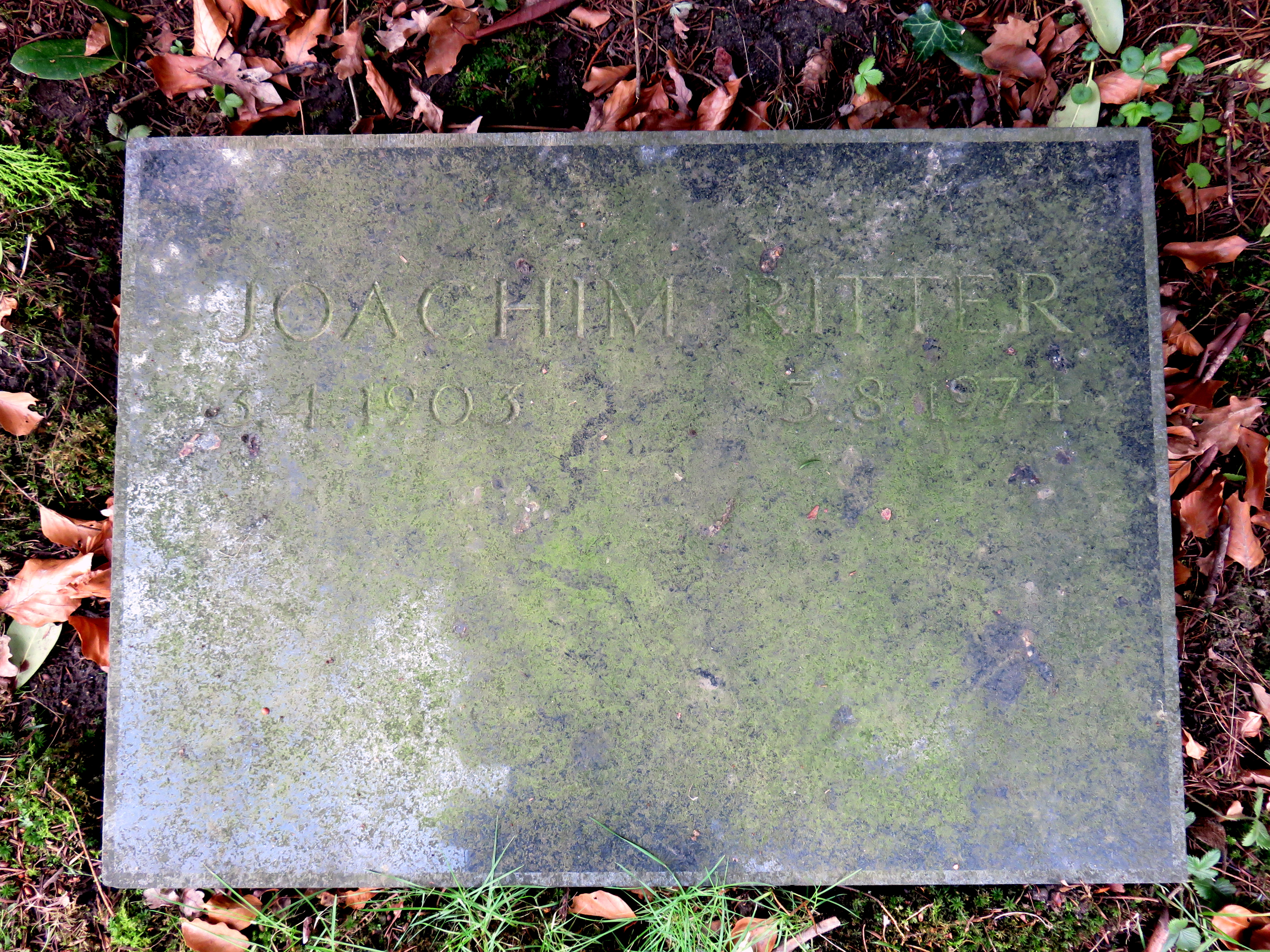
Kissenstein Joachim Ritter auf dem Friedhof Ohlsdorf

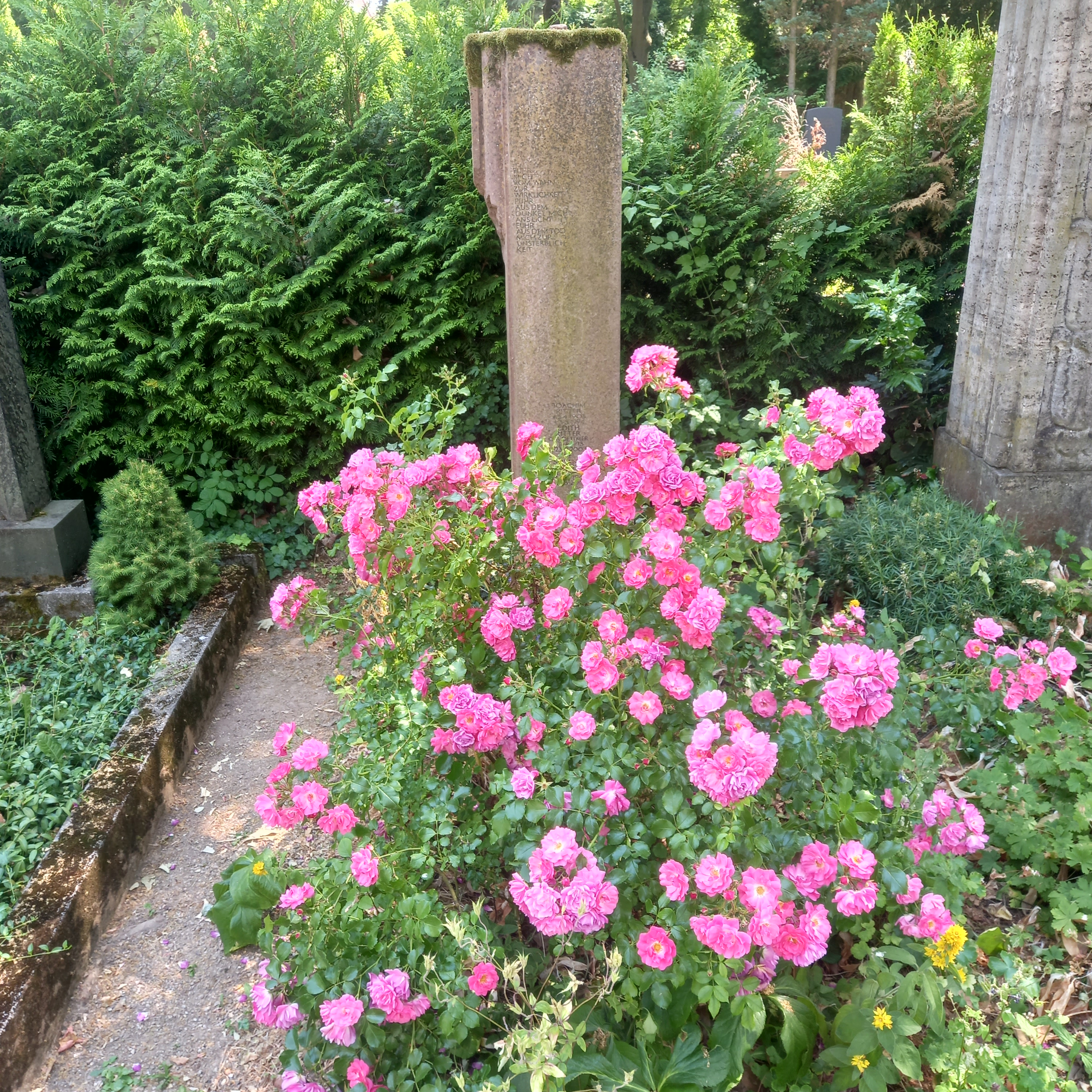
Grabstein von Joachim Ritter und seiner Ehefrau Edith geborene Dettmer auf dem Neuenheimer Friedhof in Heidelberg

Von 1946 bis zu seiner Emeritierung im Jahr 1968 war er ordentlicher Professor für Philosophie an der Westfälischen Wilhelms-Universität in Münster, unterbrochen von einer Gastprofessur in Istanbul (1953–1955).
Ritter war Mitglied der Arbeitsgemeinschaft für Forschungen des Landes Nordrhein-Westfalen (später Nordrhein-Westfälische Akademie der Wissenschaften und der Künste), der Akademie der Wissenschaften und der Literatur zu Mainz sowie des deutschen Wissenschaftsrates.
Sein Sohn war der Kultur- und Wissenschaftsjournalist und Schriftsteller Henning Ritter.
Joachim Ritter wurde auf dem Ohlsdorfer Friedhof in Hamburg im Planquadrat AA 28 südwestlich von Kapelle 6 beigesetzt. Seit dem Tod seiner Witwe Edith Ritter befindet sich das Grab auf dem Friedhof Neuenheim in Heidelberg.

## Werk
Joachim Ritters Werk ist zunächst philosophiegeschichtlich ausgerichtet. Frühe Arbeiten widmen sich im Anschluss an Untersuchungen Cassirers v. a. dem Übergang vom Spätmittelalter zur frühen Neuzeit sowie der Spätantike. Dabei gilt sein inhaltliches Hauptinteresse dem Verhältnis von Kontinuität und Wandel im konkreten Vollzug philosophie- und geistesgeschichtlicher Umbrüche. Daneben werden auch grundsätzliche Überlegungen zur Aufgabe und Vorgehensweise der Philosophie sowie der Geschichtlichkeit wissenschaftlicher Erkenntnis (1938) angestellt.
Nach dem Zweiten Weltkrieg arbeitete Ritter im Zuge einer interpretatorisch bahnbrechenden Auseinandersetzung mit Hegels Rechtsphilosophie (v. a. Hegel und die französische Revolution, 1957) eine philosophische Theorie der Moderne aus, in deren Mittelpunkt der Begriff der Entzweiung steht. Ihr zufolge konstituiert sich die moderne Welt in Form der bürgerlichen Gesellschaft, ihres „abstrakten“ Rechts und der sie tragenden industrialisierten Arbeit, neuzeitlichen Naturwissenschaft und Technik wesentlich durch den Bruch mit den überlieferten Lebensordnungen und Weltbildern der geschichtlichen Herkunft. Sie hat den Menschen allein als natürliches Bedürfniswesen zum Inhalt und setzt ihn damit in seinen sonstigen persönlichen und familiären Bestimmungen frei. Die auf diese Weise erst ermöglichte Befreiung des Einzelnen aus der Übermacht der Natur und den traditionellen sozialen Bindungen wird ohne Vorbehalt bejaht, bliebe nach Ritter aber bloß negativ und abstrakt, wenn die von der Gesellschaft ausgeschlossene und damit zugleich freigegebene historische Substanz menschlichen Daseins nicht gleichwohl im Medium subjektiver Innerlichkeit bewahrt und gegenwärtig gehalten würde. In diesem Sinne dient z. B. die Ausbildung der Geisteswissenschaften sowie die Ästhetisierung der Kunst und des menschlichen Naturverhältnisses der Kompensation der abstrakten Geschichtslosigkeit und entzauberten Lebenswirklichkeit der modernen Gesellschaft. Dies ist jedoch nicht ohne weiters möglich, da die bürgerliche Gesellschaft dazu tendiert, die Entzweiung aufzuheben, d. h. „ihr Arbeits- und Klassensystem zur einzigen Bestimmung des Menschen zu machen“. Dagegen gilt es für die praktische Philosophie, die Entzweiung in ihrer „positiven Deutung“ zu Bewusstsein zu bringen und die „in der Subjektivität bewahrten Substanz“ vor einer „absoluten Vergesellschaftung“ zu bewahren.
Die Beschäftigung mit Aristoteles (v. a. Das bürgerliche Leben. Zur aristotelischen Theorie des Glücks, 1956; Zur Grundlegung der praktischen Philosophie bei Aristoteles, 1960) führt Ritter zur Entwicklung einer Konzeption Praktischer Philosophie als „Hermeneutik der geschichtlichen Welt“. Ihr zufolge besteht die Aufgabe der praktischen Philosophie nicht vorrangig im Aufstellen abstrakter moralischer Normen oder dem Entwurf neuer politischer Ordnungen, sondern in der Auslegung der konkreten, geschichtlich gewordenen Wirklichkeit auf die ihr selbst bereits innewohnende Vernunft hin, die Ritter insbesondere in politischen und gesellschaftlichen Institutionen verwirklicht sieht. Sie gewährleisten und sichern den in der modernen Entzweiung vorausgesetzten Zusammenhang von Subjektivität und bürgerlicher Gesellschaft. Vor diesem Hintergrund wird die neuzeitliche Aufspaltung der traditionellen praktischen Philosophie in eine auf den Bereich subjektiver Innerlichkeit beschränkte normative Ethik auf der einen und eine die äußeren, institutionell geordneten Lebensverhältnisse des Menschen lediglich als positive Gegebenheiten untersuchende Rechts- und Staatstheorie auf der anderen Seite kritisiert. Praktische Philosophie nach Ritter soll dagegen beides in sich vereinen, die Bewahrung der freigesetzten Subjektivität einerseits und die den sittlichen Zusammenhang sichernden staatlich-gesellschaftlichen Institutionen andererseits.
Ein weiteres wichtiges Projekt Ritters ist die philosophische Begriffsgeschichte. Das Historische Wörterbuch der Philosophie, von Ritter bereits seit den frühen 1960er Jahren vorbereitet und mit einem umfangreichen Mitarbeiterkreis seit 1971 herausgegeben, bildet mittlerweile eine der wichtigsten Arbeitsgrundlagen philosophischer und geisteswissenschaftlicher Ausbildung und Forschung. Seinem methodologischen Ansatz liegt eine Konzeption von Philosophie zu Grunde, für die diese „im Wandel ihrer geschichtlichen Positionen und in der Entgegensetzung der Richtungen und Schulen sich als perennierende Philosophie fortschreitend entfaltet“. Die Trennung von systematischer Philosophie und Philosophiegeschichte wird zurückgewiesen und der Bezug auf die eigene Geschichte als konstitutiv für das philosophische Denken selbst begriffen.

## Wirkung
Joachim Ritter gehört zu den einflussreichsten deutschen Philosophen der Nachkriegszeit. Neben seinem regen bildungs- und hochschulpolitischen Engagement, das von einem emphatischen Begriff theoretischer Bildung getragen war, wirkten insbesondere die Theorie der Geisteswissenschaften und die Überlegungen zur praktischen Philosophie weiter, die erheblich zur so genannten „Rehabilitierung der praktischen Philosophie“ in Deutschland beitrugen. Zu Ritters Schülern zählen u. a. Günther Bien, Ernst-Wolfgang Böckenförde, Wilhelm Goerdt, Karlfried Gründer, Martin Kriele, Hermann Lübbe, Odo Marquard, Reinhart Maurer, Willi Oelmüller, Günter Rohrmoser, Hans Jörg Sandkühler, Wilhelm Schmidt-Biggemann und Robert Spaemann. Vor allem Kritiker wie Jürgen Habermas sprachen in diesem Zusammenhang von einer „Ritter-Schule“ mit konservativer Ausrichtung. In der neueren ideengeschichtlichen Forschung wird dagegen der Beitrag Ritters und seiner Schüler zur „liberal-konservative[n] Begründung der Bundesrepublik“ hervorgehoben und untersucht. Die konservative Stoßrichtung der „Ritter-Schule“ trägt von ihrem Gründer her außerdem an Marx geschulte Züge, was sich an der Kritik der gesellschaftlichen „Entfremdung“ zeigt.

## Schriften (Auswahl)
- Docta Ignorantia. Die Theorie des Nichtwissens bei Nicolaus Cusanus, Leipzig: Teubner 1927.
- Mundus Intelligibilis. Eine Untersuchung zur Aufnahme und Umwandlung der neuplatonischen Ontologie bei Augustinus, Frankfurt a. M.: Klostermann 1937/22002.
- Nicolaus von Cues, in: Theodor Haering (Hg.): Das Deutsche in der deutschen Philosophie, Stuttgart und Berlin: W. Kohlhammer, 1941.
- Hegel und die Französische Revolution, Köln u. a.: Westdeutscher Verlag 1957 (Digitalisat).
- Metaphysik und Politik. Studien zu Aristoteles und Hegel, Frankfurt a. M.: Suhrkamp 1969/erweiterte Neuausgabe 2003.
- als Hrsg.: Historisches Wörterbuch der Philosophie, unter Mitwirkung von mehr als 800 Fachgelehrten. 13 Bände, Darmstadt 1971–2007.
- Subjektivität. Sechs Aufsätze, Frankfurt a. M.: Suhrkamp 1974.
- Vorlesungen zur Philosophischen Ästhetik, hrsg. von Ulrich von Bülow und Mark Schweda, Göttingen: Wallstein 2010. ISBN 978-3-8353-0744-5